# ド・ブラウン・インデックス
ド・ブラウン・インデックス（英語: de Bruijn Index）とは、ラムダ計算において、名前を使わずに引数（束縛変数）を参照するための記法である。オランダ人数学者ニコラース・ホーヴァート・ド・ブラウンによって発明された。

## 解説
この記法では、それぞれのλでは引数の名前を書かない。引数は、通常の記法でその引数を宣言するλが、何階層外側にあるかを表す自然数の番号で表記する。
例えば、λz. (λy. y (λx. x)) (λx. z x) は λ (λ 1 (λ 1)) (λ 2 1) となる。
ド・ブラウン・レベルは絶対的な位置を表すが、ド・ブラウン・インデックスは相対的な位置を表す。